# Кузма (тепчија)
Кузма (ум. 1306.) је био српски племић који је служио краљу Стефану Милутину (р. 1282–1321), са титулом тепчије. 
Српска дворска јерархија је у то време била следећа: ставилац, челник, казнац, тепчија и војвода, врховна титула. Добио је намесништво над Врањем (укључујући град и суседна села) нешто пре 1306. године. Био је савременик казнаца Мирослава, који је држао околину Врања.